# Green Hills Software
Green Hills Software — американская частная компания, производящая операционные системы реального времени и средства разработки для встраиваемых систем. Основана в 1982 году Дэном О’Доудом и Карлом Розенбергом. Штаб-квартира расположена в калифорнийском городе Санта-Барбара.
Ключевой продукт — операционная система реального времени Integrity, ориентированная на встраиваемые авиационные системы (авионику). Integrity планируется для установки в американском истребителе F-35. Система базируется на собственном микроядре µ-velosity, ориентированном на устройства со значительными ресурсными ограничениями, также разработанном в компании. Среди средств разработки — интегрированная среда для создателей встроенных систем GHS Multi, серия компиляторов для языков Ада, Си, C++, поддерживающих кросс-компиляцию на различные аппаратные платформы, также выпускаются средства отладки.